# 金富神社
金富神社（きんとみじんじゃ）は福岡県築上郡築上町にある八幡神を祀る神社。豊前綾幡郷の郷社であり、宇佐八幡宮の元宮とする説がある。

## 祭神
仲哀天皇、応神天皇、神功皇后、高龗神（たかおかみのかみ）、木花咲夜姫命（このはなさくやひめのみこと）

## 社名
創建当初は単に「やはた」「やばた」と呼ばれていたと伝えられる。
神仏習合が始まる9世紀頃から「八幡」を「はちまん」と読むようになったことから、「やはた」に相当する名称を「矢幡」と書き、「矢幡八幡宮（やはたたちまんぐう）」になったと推定される。
「絹富八幡」「金富八幡」へと変遷したのは、備前国各地に散在する国衙領であった「絹富名（きぬとみみょう）」の遺称に由来すると考えられている。
明治に入って現社名となり、現在に至る。

## 歴史
神亀元年（724年）宇佐に八幡神を祀る神殿（宇佐神宮）を造営するにあたり、神託により当地で斧立神事を行った。その際に仲哀天皇・応神天皇・神功皇后の3神を勧請して創建されたと伝えられるが、それ以前から宇佐八幡宮の元宮、若しくは霊地であったという説もある。
天平3年（731年）に宇佐神宮へ官幣が奉献されて以来、官幣は当社で仮宿奉安することが慣わしになった。
社家は矢幡氏である。

## 社殿・境内
- 本殿：八幡造

## 祭事・年中行事
- 例祭：5月17、18日
- 初卯祭：旧暦2月初卯の日

## 所在地・交通
福岡県築上郡築上町大字湊392-2
- JR椎田駅から徒歩15分